# Byans-sur-Doubs
Byans-sur-Doubs is een gemeente in het Franse departement Doubs (regio Bourgogne-Franche-Comté) en telt 560 inwoners (1999). De plaats maakt deel uit van het arrondissement Besançon. In de gemeente ligt spoorwegstation Byans.

## Geografie
De oppervlakte van Byans-sur-Doubs bedraagt 10,0 km², de bevolkingsdichtheid is 56,0 inwoners per km².

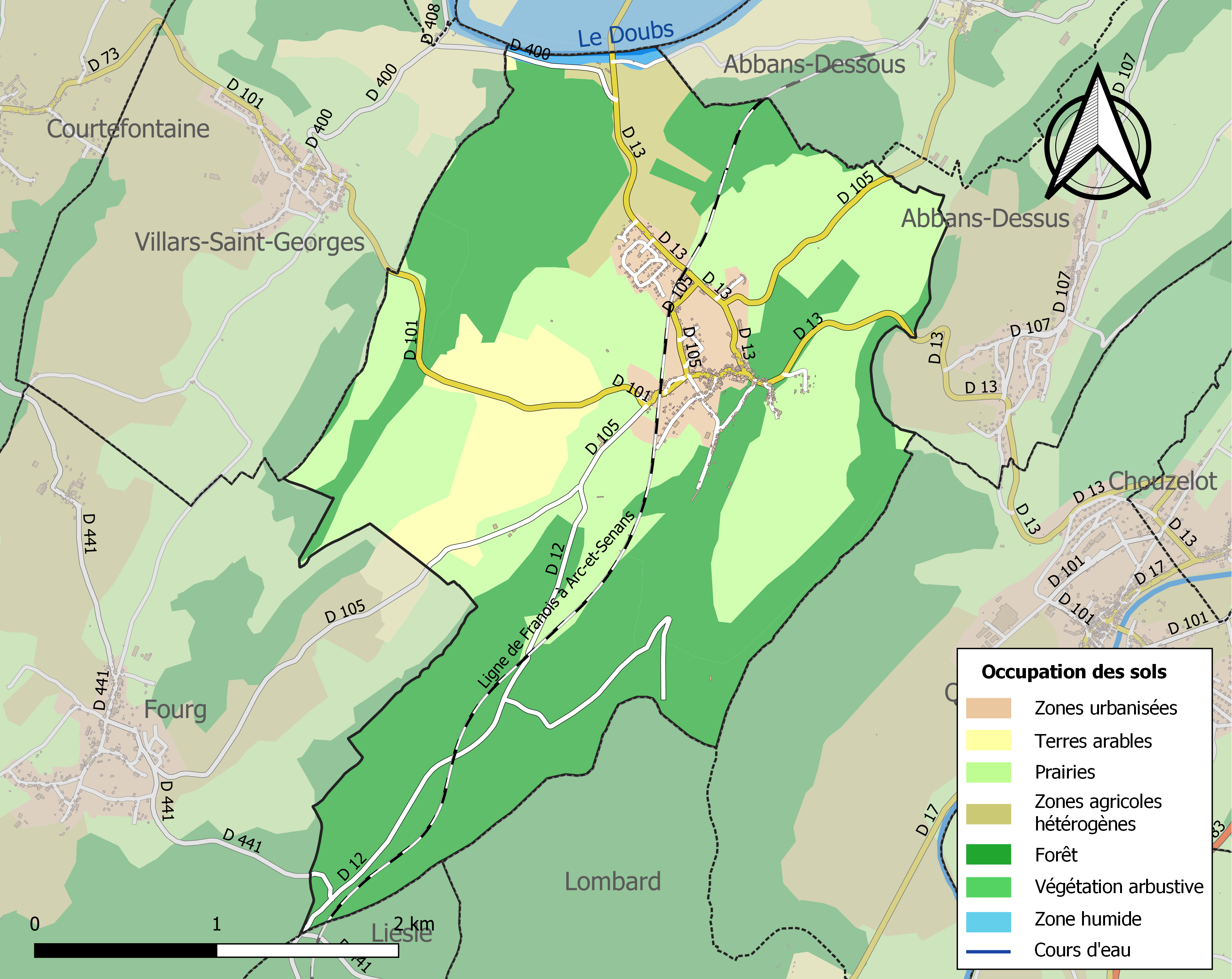
Kaart van de gemeente met de belangrijkste infrastructuur, bodemgebruik en omliggende gemeenten

## Demografie
Onderstaande figuur toont het verloop van het inwonertal (bron: INSEE-tellingen).

## Foto's

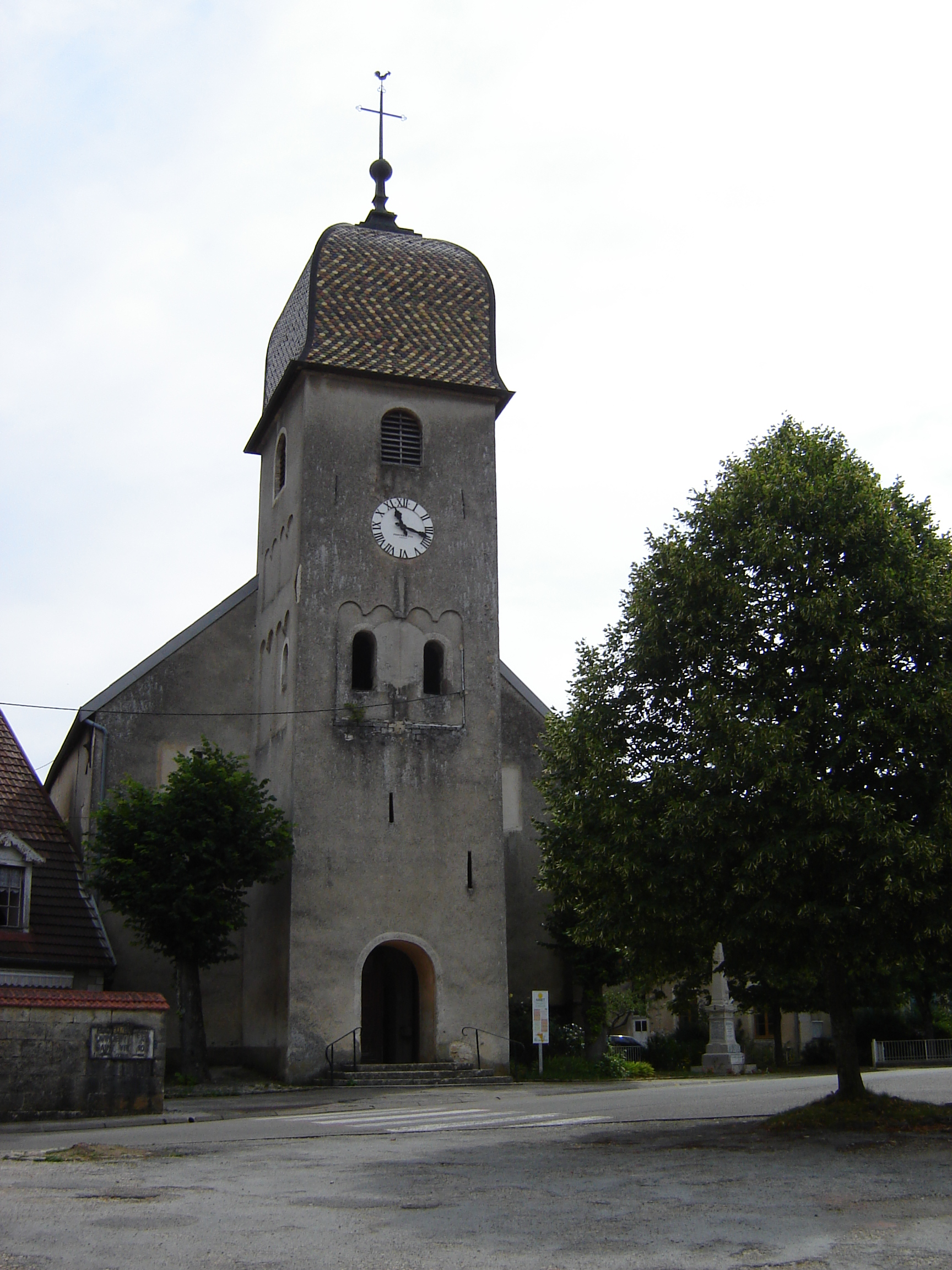
Kerk Saint-Désiré
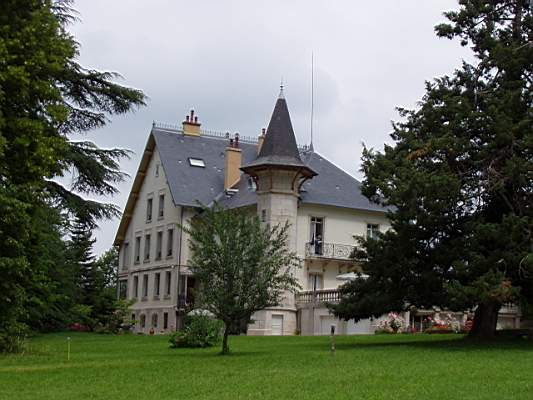
Rusthuis Kasteel van Combes
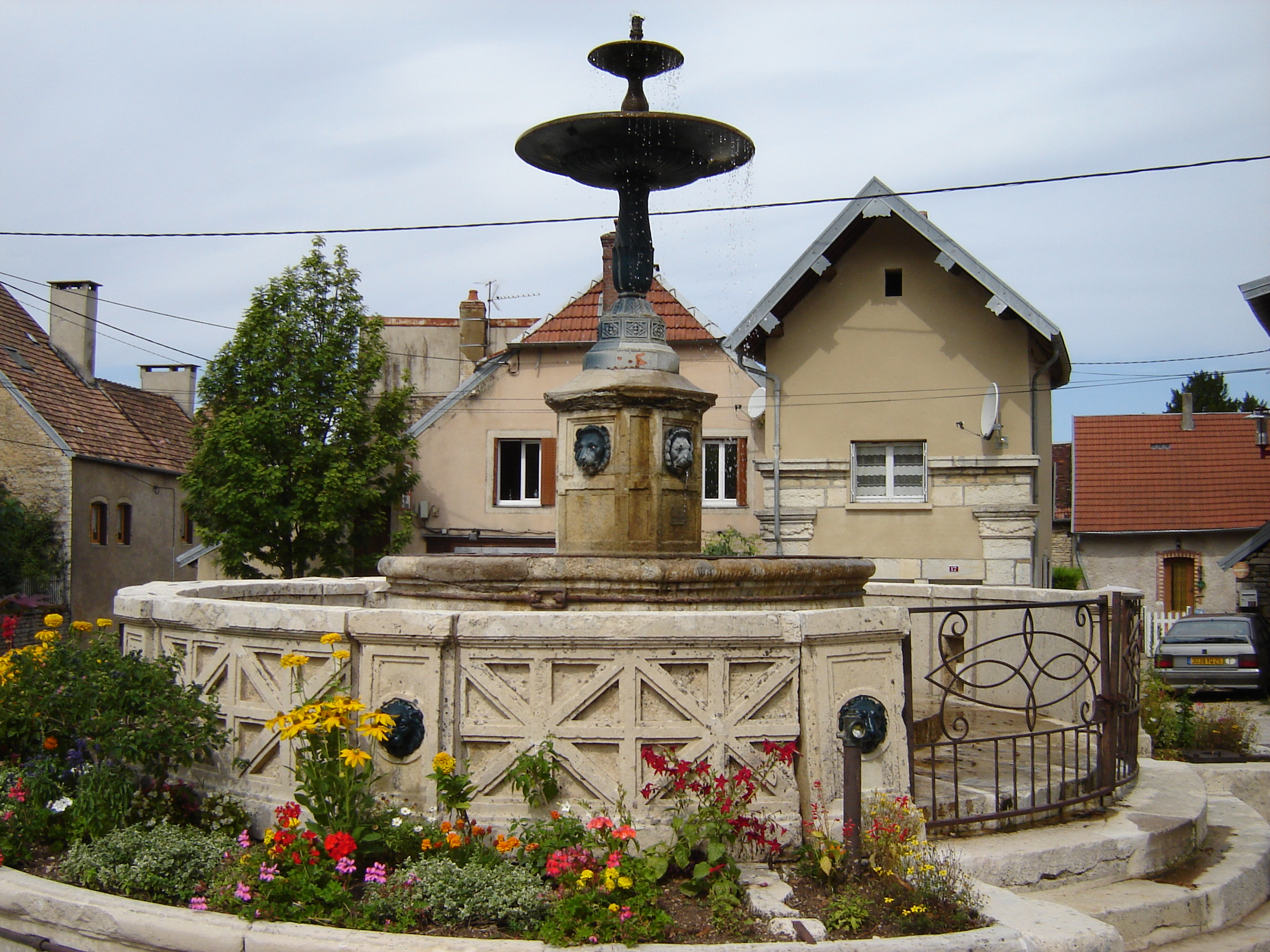
Fontein uit 1846 op het kerkplein